# Gottfried Kapp
Johann Gottfried Kapp (* 27. März 1897 in Mönchengladbach; † 21. November 1938 in Frankfurt am Main) war ein deutscher Schriftsteller, der nach „Ausgeglichenheit strebte“ und den die Kritik zu den „tendenzlosen“ Arbeiterdichtern zählt. Gleichwohl wurde er ein Opfer des Faschismus.

## Leben und Werk
Der Sohn eines Eisengießers und einer Weberin besuchte nach der Volksschule Lehrerseminare in Odenkirchen und Linnich. Dort handelte er sich den Schulverweis ein, nachdem er unerlaubt einer Lesung mit dem Arbeiterdichter Heinrich Lersch beigewohnt hatte. Die aktive Teilnahme am Ersten Weltkrieg blieb Kapp wegen Untauglichkeit erspart. Er lebte zunächst im westfälischen Lippstadt, ab 1923 in Berlin. Die Bekanntschaft mit dem katholischen Sozialprediger Carl Sonnenschein öffnete ihm die Spalten der Zeitschrift Germania. 1927 holte er an der Berliner Hochschule für Politik das Abitur nach. Im selben Jahr verheiratete er sich mit der Jüdin Luise Windmüller aus Lippstadt, die er 1920 kennengelernt hatte.
Kapp verstand sich inzwischen als hauptberuflicher Schriftsteller. Seine Vorbilder waren Jean Paul, Gottfried Keller, Adalbert Stifter, Gerhart Hauptmann, Heinrich Mann und insbesondere Jacob Burckhardt. So verwundert es nicht, wenn es ihn, neben einem Parisbesuch, mehrmals nach Italien und zur Insel Capri zog. Eine Frucht davon war Kapps Tagebuch aus Italien, das allerdings, wie so vieles von ihm, erst lange nach seinem Tod veröffentlicht wurde. Nach lyrischen Versuchen und dem 1915 entstandenen Drama Kain, das sein Interesse an biblischen Themen bezeugt, war dem Erzähler Kapp ein erster kleiner Erfolg 1928 beschieden, als Reclam in Leipzig seine Erzählung Melkisedek herausbrachte. Hier verbinden sich religiöse Themen und biblisches Milieu mit Motiven des Orients, wie Sabina Becker bemerkt. Im selben Verlag erschien ein Jahr darauf Kapps erster Roman Das Loch im Wasser, der den Weg eines Arbeitersohnes zum Architekten beschreibt und „die erste Umsetzung von Kapps Idee des ungeschichtlichen Helden bedeutet“. Für Becker hat Kapp die Struktur des Entwicklungsromans in der Nachfolge Goethes und Stifters übernommen. Sie schreibt:
Aktuelle politische Aspekte werden nur nebensächlich behandelt, da Literatur „nicht vom sozialen und politischen Standpunkt beurteilt“ und geschrieben werden soll. Zudem fordert er statt objektiv-realistischer Erzählweise eine durch „Mitleiden, Gefühl und dichterische Phantasie“ bestimmte Darstellung, die zur „Beseelung der Dinge“ beitragen soll. Neben seiner entschiedenen Ablehnung des Expressionismus, den er der „Naturschändung und Formzertrümmerung“ bezichtigte, wandte sich Kapp somit auch gegen die Strömungen der Arbeiterdichtung und der Neuen Sachlichkeit. Der zeitgenössischen Moderne setzte er anachronistisch „Harmonie, die Normen der Natur“ sowie „die Liebe als Erkenntnismittel“ entgegen.
1934 siedelte sich Kapp mit seiner Frau in Kronberg im Taunus an, wo sie mit finanzieller Hilfe von Kapps Schwiegermutter ein Häuschen am Waldrand bauen konnten. Von hier aus ging der Blick „über die ganze Mainebene bis zum Odenwald“, wie Kapp 1936 dem Krefelder Maler Kurt Beyerlein versicherte. Nahebei, in Frankfurt, lebte Luise Kapps Schwester „Hete“ mit Familie. Von jener elterlichen Unterstützung abgesehen, war das Ehepaar zeitlebens nicht auf Rosen gebettet, oft herrschte Geldnot. Die neuen Machthaber des „Dritten Reiches“ erachteten Kapp aufgrund seiner Kontakte zu Juden als „Volksfeind“. Er hatte unter Hausdurchsuchungen, Plünderung seiner Bibliothek und anderen Schikanen zu leiden. 1938 erfolgte die Beschlagnahmung seiner beiden letzten Tagebücher aus den Jahren 1933–1938, in denen er sich gegen Völkerhaß und Nationalstolz wandte – für die Gestapo ein gefundenes Fressen. Beide Gatten wurden mehrmals für kurze Zeit verhaftet. Während eines Gestapo-Verhörs in Frankfurt ereilte Kapp (durch einen unaufgeklärten Sturz oder Sprung aus einem Fenster) der Tod. Die Witwe emigrierte 1939 nach England und bemühte sich zeitlebens, Kapps Werk, soweit gerettet, zu betreuen. Sie lebte später, der Familie ihrer Schwester folgend, in Lissabon, wo sie ihr Erinnerungsbuch In deinem Namen schrieb und auch (mit 71) starb.

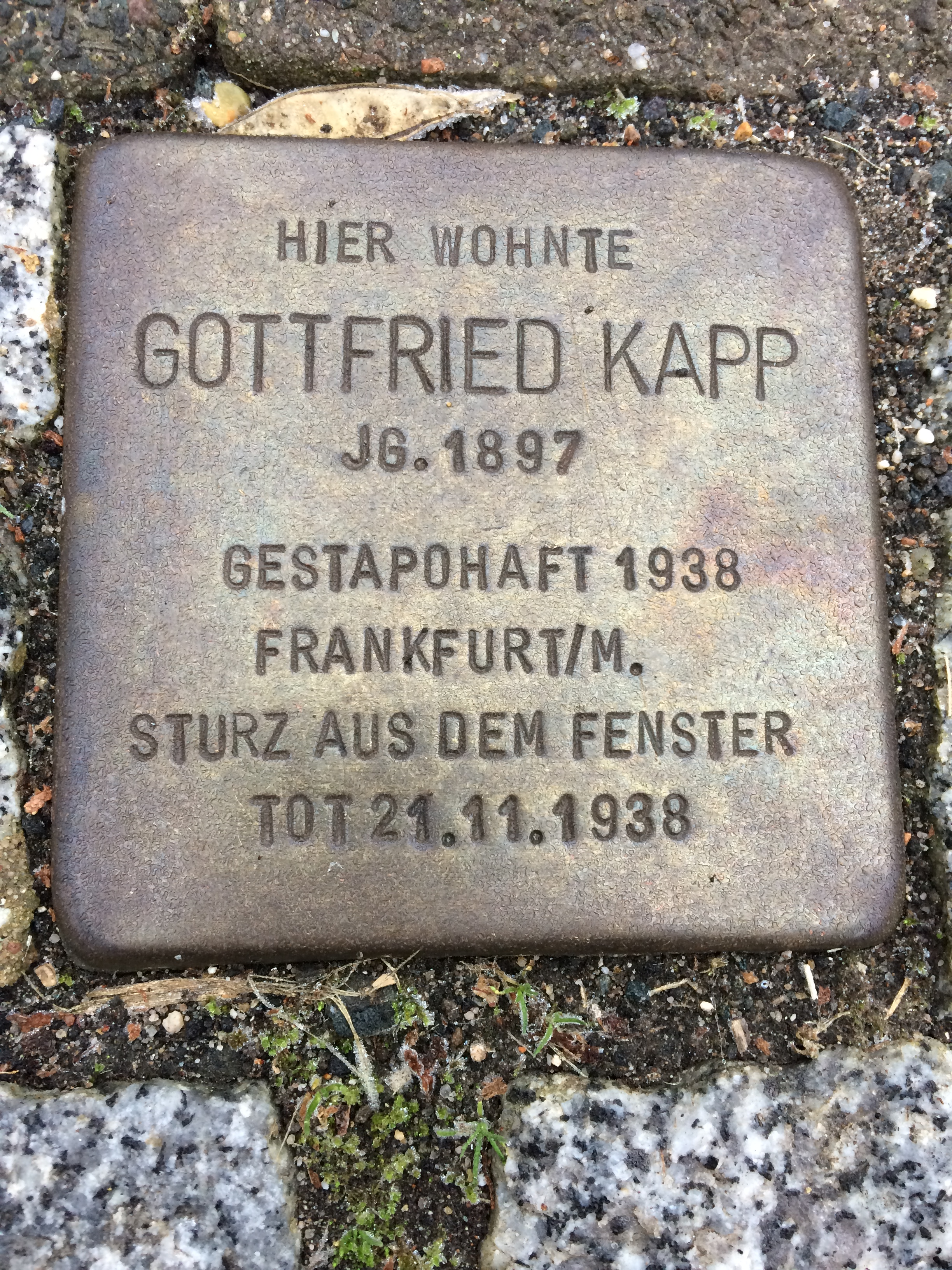
Stolperstein für Gottfried Kapp in Kronberg

In Lippstadt und Mönchengladbach sind Straßen nach Kapp benannt. In Kronberg wurde ein Stolperstein gesetzt.

## Werke
- Kriegsgedichte. Neue Verse, 1916
- Die Erlebnisse des Pfaffen Jucundus, Erzählung, 1920
- Kain, Drama, 1920, erschienen Dülmen 1964
- Orpheus und Mänas, 1921, erschienen Dülmen 1961
- Landschafts- und Städtebilder, 1925–31 (Soest, Jülischer Land, Lippstadt, Wolfenbüttel, Aachen, Weißenfels, In Adalbert Stifters Heimat, Trier, Capreser Frühling)
- Cäsar an den Druiden Diviciacus, Satire, 1925
- Die Mutter, Erzählung, 1926
- Der Löwe und der Esel, Fabel, 1926
- Essays über Schriftsteller und literarische Probleme, 1926–35
- Die Schäfer, Erzählung, 1927
- Der Mann mit dem Tod auf dem Rücken, Erzählung, 1927
- Die Strandräuber, Erzählung, 1928
- Melkisedek, Erzählung, Leipzig 1928, Wiederauflage Dülmen 1962
- Das Loch im Wasser, Roman, Leipzig 1929[11]
- Das Abendopfer, Erzählung, Berlin/Zürich 1930, Wiederauflage Dülmen 1961
- Die Brüder van Laac, Erzählung, 1931, erschienen Dülmen 1961
- Wandellose Götter, Erzählung, und Tagebuch aus Italien, 1932–38, zusammen erschienen Dülmen 1960
- Der arme Franz, Novelle, 1938

Posthum veröffentlicht
- Die Mutter vom Berge, Erzählung, Stuttgart 1956
- Jugenderinnerungen vom Niederrhein, 1959
- Peter van Laac, Roman, Dülmen 1960
- Gedichte, Dülmen 1961
- Der starke Helmes, Singspiel, Dülmen 1961
- Briefe, mit einem Vorwort von W. Huder, Dülmen 1963[12]